# 小林不動產
小林不動產是香港歌手林家謙的單曲，於2023年2月23日由數位發行，MV於2月27日推出。

## 製作
小林不動產是林家謙創作的曲，首次找來樂壇好友兼號稱經理人Serrini填詞，「樹林」聯手合作，傳達想躺就躺，將既定印象的買賣房產的不動產轉換為「不動才能產」的悠然耍廢之歌，歌曲的主旋律為G大調，輕快節奏的4拍子，135BPM。
創作源起於林家謙2022年8月於紅館開完演唱會後，覺得完成一個目標，但又未想到下一個，躺平了一段時間，於是以哥布林狀態（Goblin Mode）為發想，讓Serrini幫手完成了詞的部分。中文歌名的「不動產」，是林家謙有日經過中環的地產舖覺得這詞意境不錯想來一用，由Serrini加上了「小林」，因此完成命名。MV的發想，導演Sheng Wong在社群網站上解釋，是在動物園接到林家謙的邀請電話的，當時正好看到水豚，覺得就是他，還特意傳了水豚照片給林家謙，動畫導演石家駿以此為意象完成MV的動畫部分。MV動畫裡的人物與水豚躺平跳著的躺平舞，在MV最後的36秒作為片尾彩蛋，林家謙親自示範演出。
編曲安排上，在歌曲的第二段聽到的小朋友和聲，真身是林家謙的姪子姪女，是為真「小林」，他錄下了在兩人玩玩具時的對話，另外教他們講（辛苦了的意思），這句歌詞是林家謙後來加上的，用在歌曲的最後。 
香港電車與林家謙合作，推出了限時打卡電車，2023年3月4日起於港島區的堅尼地城至跑馬地一帶出沒
。

## 資料來源
1. ↑  . 903專業推介. 2023-04-01  [2025-02-28] （中文（香港））.
2. 1 2 3 4 5  . 香港01. 2023-02-24  [2023-04-11]. （原始内容存档于2023-04-11） （中文（香港））.
3. ↑  . mensuno hk. 2023-02-23  [2025-02-28]. （原始内容存档于2022-02-19） （中文（香港））.
4. ↑  . 癒報Healpy Post. 2023-12-31  [2025-02-28]. （原始内容存档于2024-10-06） （中文（香港））.
5. ↑  . SONG BPM.   [2025-02-26] （英语）.
6. ↑  . 聯合新聞網. 轉角國際. 2022-12-06  [2025-02-28].
7. ↑  . 獨立媒體. 2024-11-23  [2025-02-28] （中文）.
8. ↑  . Patreon. 2023-03-01  [2025-02-28] （中文（香港））.
9. ↑  .   [2023-03-18]. （原始内容存档于2023-03-18） （中文（香港））.